# Erdbeben in Afghanistan 2022
Das Erdbeben in Afghanistan ereignete sich am 17. Januar 2022 in Afghanistan um 16:10 Uhr Ortszeit (11:40 UTC). Ihm ging ein kleineres Erdbeben am selben Tag voraus und es folgten zwei weitere bis zum 24. Januar.

## Erdbeben
Das Erdbeben der Magnitude 5,3 MW (zunächst mit 5,6 angegeben) ereignete sich im Nordwesten des Landes im Distrikt Qadis in der Provinz Badghis. Auf der Mercalliskala hatte es eine Intensität von 6,7. Das Hypozentrum wird in einer Tiefe von 18,8 Kilometern verortet. Dem Beben voraus ging ein kleineres Erdbeben der Magnitude 4,9 am selben Tag um 14:05 Uhr Lokalzeit (9:35:57 UTC) bei 34,885 °N und 63,670 °E (⊙). Zuvor kam es in der Region zudem zu schweren Regenfällen, die die aus Lehmziegeln gebauten Häuser anfälliger machten. Das Erdbeben war in den Provinzen Badghis, Ghor und Hirat spürbar. Hunderte Häuser wurden beschädigt oder zerstört sowie mindestens 26 Menschen getötet und 4 verletzt. Die Taliban trafen in einigen bergigen und unzugänglichen Gebieten ein, an denen die Erdbeben zu spüren gewesen waren.
Am 20. Januar traf ein weiteres Erdbeben die Region und tötete mindestens einen Menschen.  Auch aus Furcht vor weiteren Erdbeben zogen einige Einwohner in Zelte und andere behelfsmäßige Unterkünfte.
Im Dorf Badrawak mit 2.520 Einwohnern wurden mögliche Erdrutsche auf Hügeln beidseitig der Gemeinde befürchtet.
Vier Tage später, am 24. Januar kam es zu einem weiteren Erdbeben weiter östlich im Land mit einer Magnitude von 5,0. Das Epizentrum lag in der Provinz Baglan, 46 Kilometer östlich von Puli Khumry bei 36,08 °N und 69,12 °E (⊙).

## Tektonik
Afghanistan liegt tektonisch an der Grenze zwischen der Indischen und der Eurasischen Platte. Durch die in dem armen Land oft schlecht gebauten Häuser führen Erdbeben immer wieder zu zahlreichen Todesopfern wie beim verheerenden Erdbeben am Hindukusch 2015 bei welchem etwa 400 Menschen starben.